# Indienspecht
Der Indienspecht (Yungipicus nanus, Syn.: Picoides nanus; Dendrocopos nanus) ist eine Vogelart aus der Familie der Spechte (Picidae).
Bis vor kurzem wurde die Art als konspezifisch mit dem Braunscheitelspecht (Dendrocopos moluccensis) angesehen und als Dendrocopos moluccensis nanus bezeichnet, aber aufgrund der blassen, nicht dunklen Iris, des vorhandenen roten Augenringes, des Fehlens eines dunklen Malarstreifens und der weniger deutlichen Strichelung der Unterseite als eigenständige Art abgegrenzt.
Ferner wird die Art mitunter in die Gattung Dendrocopos oder in Picoides gestellt.
Der Vogel kommt in Bangladesch, Indien, Pakistan und in Sri Lanka vor.
Der Lebensraum umfasst offenen Laubwald, Sekundärwald, Parks mit einzelnen Bäumen, auch Kulturland, meist im Tiefland, im Südwesten des Verbreitungsgebietes bis 1200 m Höhe.
Die Art ist Standvogel.
Das Artepitheton kommt von altgriechisch νάνος nanos, deutsch ‚Zwerg‘.

## Merkmale
Der Vogel ist 13 cm groß und wiegt zwischen 13 und 17 g. Das Männchen ist von Stirn bis Nacken schokoladenbraun, manchmal mit einem gelblichen Einschlag. Seitlich am Scheitel/Nacken-Übergang findet sich ein kleiner roter Fleck, der beim Weibchen fehlt. Der weiße Überaugenstreif zieht breiter werdend bis zu den Halsseiten, ein breites braunes Band vom Augenhinterrand über die Ohrdecken am Hals entlang bis zur Brust. Die Oberseite ist schokoladenbraun mit zarten weißen Flecken und Bändern wie auch die Flügeldecken und Flugfedern. Die Schwanzoberseite ist dunkelbraun mit weißen Binden durch weiße Flecken auf den mittleren Schwanzfedern.
Kinn und Kehle sind ungemustert weiß, die Unterseite weißlich mit etwas gelbbraun an der Brust und einzelnen dunklen Strichen an den Flanken. Der eher kurze, graue Schnabel ist gerade mit leicht meißelförmiger Spitze. Die Iris ist weißlich, der breite Augenring ist rot oder rötlich, die Beine grau. Charakteristisch sind der breite weiße Streifen von Auge bis zum Nacken und die weißliche Iris.
Das Weibchen hat kein Rot am Kopf. Jungvögel sind matter gefärbt und auf der Unterseite deutlicher gestreift.

## Geografische Variation
Es werden folgende Unterarten anerkannt:
- Y. n. nanus (Scopoli, 1832), Nominatform – Nordosten Pakistans, Indien und Bangladesch
- Y. n. hardwickii (Jerdon, 1845), – Mittelindien
- Y. n. cinereigula (Malherbe, 1849), – Südindien, dunkler und weniger Weiß auf den Flügeln
- Y. n. gymnopthalmos (Blyth, 1849), – Sri Lanka, kleiner, dunkler, fast schwarz auf der Oberseite mit schwärzlichem Scheitel, Unterseite ungestreift

## Stimme
Der Ruf wird als schnelles, eher schwach trillerndes, mausartiges „click r-r-r“ oder „pik“ beschrieben. Die Art trommelt schnell und wenig kräftig, meist am Anfang der Brutsaison.

## Lebensweise
Die Nahrung besteht aus kleinen Wirbellosen, meist Ameisen, Termiten und Käfern, auch Früchte und Beerenobst, aber auch Blütennektar. Gesucht wird oft hoch oben in den Wipfeln. Die Art verhält sich ähnlich wie der Gelbscheitelspecht (Leiopicus mahrattensis), ist auch häufiger in gemischten Jagdgemeinschaften und dicht am Erdboden zu finden.
Die Brutzeit liegt zwischen Februar bis April oder Mai, die Nisthöhe befindet sich in einer natürlichen Asthöhle oder wird selbst bevorzugt zwischen 4 und 10 m gern auf der Unterseite eines abgestorbenen Astes gegraben. Das Gelege besteht aus 2 bis 3 glänzend weißen, ovalen Eiern. Das Bebrüten und Füttern der Küken erfolgt durch beide Elternvögel.

## Gefährdungssituation
Die Art gilt als nicht gefährdet (Least Concern).